# Liste der Bodendenkmale in Hartha
In der Liste der Bodendenkmale in Hartha sind die Bodendenkmale der Stadt Hartha und ihrer Ortsteile nach dem Stand der Auflistung von Klaus Kroitzsch und Harald Quietzsch aus dem Jahr 1984 aufgelistet. Eventuelle Änderungen und Ergänzungen, insbesondere aus der Zeit nach der Wende, sind nicht berücksichtigt, da für Sachsen aktuell keine neueren allgemein zugänglichen Bodendenkmallisten vorliegen. Die Baudenkmale sind in der Liste der Kulturdenkmale in Hartha aufgeführt.
| Denkmal-ID | Fundart            | Ortsteil   | Bezeichnung              | Zeitstellung    | Lage                                                | Bemerkungen                                                                   | Bild |
| ---------- | ------------------ | ---------- | ------------------------ | --------------- | --------------------------------------------------- | ----------------------------------------------------------------------------- | ---- |
| ?          | besonderer Stein   | Gersdorf   | Steinkreuz               | Spätmittelalter | im Ort, an der südlichen äußeren Kirchhofsmauer     | liegender Dolch eingeritzt, Schutz seit 7. Januar 1963                        |      |
| ?          | Befestigung > Burg | Wendishain | Wallanlage „Staupenberg“ | Bronzezeit      | nordöstlich des Orts, Hochufer der Freiberger Mulde | Ringwall in Höhenlage, Schutz seit 19. August 1935, erneuert 1. November 1958 |      |